# Campeonato Mundial de Tiro de 1911
El XV Campeonato Mundial de Tiro se celebró en Roma (Italia) en el año 1911 bajo la organización de la Federación Internacional de Tiro Deportivo (ISSF) y la Federación Italiana de Tiro.

## Resultados

### Masculino
| Evento                                  | Oro                                       | Plata                                     | Bronce                            |
| --------------------------------------- | ----------------------------------------- | ----------------------------------------- | --------------------------------- |
| Rifle 3 posiciones 300 m                | Konrad Stäheli · Suiza · 1052 pts.        | Jakob Bryner · Suiza · 1008 pts.          | Jean Reich · Suiza · 992 pts.     |
| Rifle 3 posiciones 300 m (equipos)      | Suiza · 5014                              | Francia 4705                              | Bélgica · 4603                    |
| Rifle en pos. tendida 300 m             | Konrad Stäheli · Suiza · 355              | Jakob Bryner · Suiza · 352                | C. Scheirlinckx · Bélgica · 345   |
| Rifle en pos. de rodillas 300 m         | Konrad Stäheli · Suiza · 365              | Jean Reich · Suiza · 344                  | Jakob Bryner · Suiza · 340        |
| Rifle en pos. de pie 300 m              | Konrad Stäheli · Suiza · 332              | Lars Jørgen Madsen Dinamarca 317          | Jakob Bryner · Suiza · 316        |
| Rifle militar 3 posiciones 300 m        | Louis Percy Francia 698                   | Maurice Lecoq Francia 698                 | Aix Bouwens · Países Bajos · 685  |
| Rifle militar en pos. tendida 300 m     | Ernesto Panza Italia 248                  | Gerard van den Bergh · Países Bajos · 245 | Léon Moreaux Francia 242          |
| Rifle militar en pos. de rodillas 300 m | Caspar Widmer · Suiza · 243               | Uilke Wuurman · Países Bajos · 239        | R. Burchell · Países Bajos · 235  |
| Rifle militar en pos. de pie 300 m      | Auguste Marion Francia 239                | V. Lommel · Países Bajos · 225            | Attilio Conti Italia 220          |
| Pistola 50 m                            | Charles Paumier du Verger · Bélgica · 528 | Jean Carrère Francia 510                  | Norbert van Molle · Bélgica · 510 |
| Pistola 50 m (equipos)                  | Bélgica · 2473                            | Alemania 2456                             | Suiza · 2425                      |

## Medallero
| Núm. | País         | Oro | Plata | Bronce | Total |
| ---- | ------------ | --- | ----- | ------ | ----- |
| 1    | Suiza        | 6   | 3     | 4      | 13    |
| 2    | Francia      | 2   | 3     | 1      | 6     |
| 3    | Bélgica      | 2   | 0     | 3      | 5     |
| 4    | Italia       | 1   | 0     | 1      | 2     |
| 5    | Países Bajos | 0   | 3     | 2      | 5     |
| 6    | Alemania     | 0   | 1     | 0      | 1     |
|      | Dinamarca    | 0   | 1     | 0      | 1     |
|      | TOTAL        | 11  | 11    | 11     | 33    |